# Toftir
Toftir est un village danois situé aux îles Féroé sur l'île de Eysturoy, municipalité de Nes. Sa population est de 1 210 habitants.
Toftir fait partie des villages se situant à une distance de 10 kilomètres de la côte est de Skálafjørður (fjord), situé sur l'île Eysturoy.
Toftir possède quelques usines.
L'église de Toftir a été construite en 1994.
L'équipe de football du village est le B68 Toftir (Tofta Ítróttarfelag).
Le stade se situe sur les collines surplombant le village. Il s'appelle le Svangaskard.

## Personnes liées au village
- Hans Jacob Højgaard, 1904-1992, Compositeur
- Júst í Túni

## Démographie
| Année | Population |
| ----- | ---------- |
| 1986  | 669        |
| 1991  | 767        |
| 1996  | 678        |
| 2001  | 783        |
| 2002  | 816        |
| 2006  | 832        |
| 2007  | 827        |
| 2009  | 823        |
| 2012  | 786        |